# QX Возничего
QX Возничего (лат. QX Aurigae) — одиночная переменная звезда в созвездии Возничего на расстоянии (вычисленном из значения параллакса) приблизительно 2508 световых лет (около 769 парсеков) от Солнца. Видимая звёздная величина звезды — от +14m до +11,3m.

## Характеристики
QX Возничего — красная пульсирующая полуправильная переменная звезда (SR) спектрального класса M8e или M7. Эффективная температура — около 3291 K.